# Комуникационен спътник
Комуникационният спътник, наричан също като комуникационен сателит (съкратено комсат), е вид ретранслатор – изкуствен спътник.
Извежда се в космоса за нуждите на телекомуникациите. Модерните комуникационни сателити биват позиционирани в най-различни орбити, но мнозинството от тях се намират в геосинхронна орбита.

## История
През 1945 г. в своята статия „Извънземни ретранслатори“ („Extra-Terrestrial Relays“), публикувана в списание Wireless World, писателят Артър Кларк описва идеята си за създаване на система за телекомуникация чрез спътници, разположени на геостационарна орбита и управлявани от хора, която би позволила да се предават телевизионни програми. Същата идея е описана повторно в труда му „Изследването на Космоса“ (на английски: Exploration of Space) от 1952 г. и е подета от Джон Пиърс от Bell Labs, който прави сравнение между комуникационния капацитет на сателита (1000 едновременно протичащи телефонни разговора) и положения трансатлантически телефонен кабел TAT-1 (36 телефонни разговора).
Първият изкуствен спътник е съветският Спутник-1, изстрелян на 4 октомври 1957 г., носещ на борда си радиопредавател, работещ на две честоти – 20,005 и 40,002 MHz. Първият американски комуникационен спътник, който бързо е разработен, за да навакса изоставането, е Project SCORE от 1958 г., и на него е имало устройство за запис и излъчване на гласови съобщения. Той е използван за изпращане на коледно приветствие до цял свят от американския президент Дуайт Айзенхауер. НАСА, създадена през същата година специално за развитие на космическите изследвания, изстрелва спътника ECHO през 1960 г., но той е пасивен и функцията му се ограничава до отражение на радиосигналите.
Последвалото развитие на спътниковата технология в САЩ се свързва с разработката на активен комуникационен спътник от НАСА – RELAY и SYNCOM, както и с начинанието на търговската компания AT&T – TELSTAR, която обаче използва услугите на НАСА по изстрелването. На практика TELSTAR е първият активен спътник с директно предаване, изстрелян в орбита през 1962 г. AT&T търси сътрудничество с европейските си партньори от Англия и Франция и проектът ѝ придобива международно измерение. Първото презокеанско приемане от територията на САЩ към Япония през Тихия океан се осъществява на 22 ноември 1963.
Към 1964 г. в околоземното пространство успешно работят по два спътника TELSTAR, RELAY и SYNCOM. С тях се правят експерименти по предаване на телевизионен образ, например предавания на от Летните олимпийските игри в Токио през 1964 г. за САЩ, което е и първото международно излъчване на Олимпийски игри.
През април 1965 г. е изстрелян и Intelsat I, известен като Early Bird. Това е първият комуникационен сателит на геостационарна орбита над Атлантическия океан, разположен на 28° западна дължина. По това време земни станции за връзка със сателитите съществуват в Англия, Франция, Германия, Италия, Бразилия и Япония. Основана е и международната организация International Telecommunications Satellite Organization (INTELSAT), с цел осигуряването на международни сателитни услуги. Към 2007 г. Intelsat притежава и оперира 51 спътника.
Така през втората половина на 20 век идеята на Артър Кларк в крайна сметка е реализирана и осигурява спътниково предаване на практически всички телекомуникации.